# Formule de Dupré
Pour les articles homonymes, voir Dupré.
La formule de Dupré est une formule permettant de calculer la pression de vapeur saturante d'un corps pur en fonction de la température.
Elle tient son nom du nom du physicien et chimiste français Athanase Dupré qui l'établit en 1865. Elle est aussi connue sous le nom de formule de Bertrand ou formule de Rankine-Kirchhoff.

## Énoncé
Cette équation est obtenue en intégrant la formule de Clausius-Clapeyron en supposant que l'enthalpie de vaporisation varie linéairement en fonction de la température. La formule de Dupré s'exprime selon :
- {\displaystyle T} la température en kelvins (K) ;
- {\displaystyle p_{S}} la pression de vapeur saturante en pascals (Pa) ;
- {\displaystyle \alpha }, {\displaystyle \beta } et {\displaystyle \gamma } des coefficients dépendant de la nature du fluide et des unités utilisées.

La formule de Dupré est souvent utilisée pour synthétiser de façon simple et concise la pression de vapeur saturante d'une substance en lieu et place d'un tableau de chiffres. Par exemple, la pression de vapeur saturante de l'uranium liquide, dont le point d'ébullition est donné à 4 131 °C, s'écrit :
{\displaystyle \ln \!\left(p_{S}\right)=35{,}286-{\frac {55469}{T}}-1{,}26\cdot \ln \!\left(T\right)}

## Formule de Rankine
La formule de Rankine est une simplification de la formule de Dupré dans laquelle on pose {\displaystyle \gamma } = 0 : l'enthalpie de vaporisation est supposée constante, ce qui réduit le domaine d'application de cette formule à de courtes plages de température. Elle donne pour l'eau, en atmosphères :
{\displaystyle p_{S}=\exp \!\left(13{,}7-{\frac {5120}{T}}\right)}
D'autres formules pour l'eau sont données dans l'article Pression de vapeur saturante de l'eau.